# Вільгельм Віртінгер
Вільгельм Віртінгер (нім. Wilhelm Wirtinger; 19 липня 1865, Іббс-на-Дунаї — 16 січня 1945 там само) — австрійський математик.
У літературі зустрічаються також інші дати народження і смерті.

## Життєпис
Віртінгер навчався у Віденському університеті, Берлінському університеті та Геттінгенському університеті у Фелікса Кляйна. У 1887 році він отримав ступінь доктора у Відні у Еміля Вейра (нім. Über eine spezielle Tripelinvolution in der Ebene) і в 1890 році там же габілітувався. У 1895 році він став професором у Відні, але в тому ж році поїхав до Інсбрука. З 1905 року знову був професором у Відні.
У 1923 році він став членом Віденського братства Остмарк 

## Основні наукові результати
Будучи учнем Фелікса Кляйна, Віртінгер займався розвитком теорії функцій Рімана, особливо щодо тета-функцій. Крім того, він також займався геометрією, теорією інваріантів, теорією чисел, математичною фізикою (від статики, теорії поверхневих хвиль і веселки до загальної теорії відносності). Він також займався теорією вузлів (однак його результати були опубліковані лише Емілем Артіном у 1925 році), де презентацію Віртінгера вузлів названо на його честь. 
Його ім'я відоме завдяки неперервно диференційованим функціям:
{\displaystyle f\colon [0,\pi ]\to \mathbb {R} } mit {\displaystyle f(0)=f(\pi )=0}
дійсна нерівність Віртінгера
{\displaystyle \int _{0}^{\pi }f(x)^{2}dx\leq \int _{0}^{\pi }f'(x)^{2}dx.}

## Основні праці
- Untersuchungen über Thetafunctionen. Teubner, Leipzig 1895
- Allgemeine Infinitesimalgeometrie und Erfahrung. Teubner, Leipzig 1926
- Zur Theorie der konformen Abbildung mehrfach zusammenhängender ebener Flächen. Verlag der Akademie der Wissenschaften, Berlin 1942
- Wirtinger Algebraische Funktionen und ihre Integrale und mit Krazer Abelsche Funktionen und allgemeine Thetafunktionen Enzyklopädie der Mathem.Wissenschaften